# Lijst van jagers bij de Koninklijke Marine
In onderstaand overzicht zijn alle jagers opgenomen die bij de Koninklijke Marine gevaren hebben in de 20e eeuw. De lijst is geactualiseerd tot mei 2005.

## Frieslandklasse
Type 47B
- Hr.Ms. Friesland (1956) (D 812) (1953-1979)
- Hr.Ms. Groningen (1956) (D 813) (1954-1980)
- Hr.Ms. Limburg (1956) (D 814) (1956-1980)
- Hr.Ms. Overijssel (1957) (D 815) (1957-1982)
- Hr.Ms. Drenthe (1957) (D 816) (1957-1981)
- Hr.Ms. Utrecht (1957) (D 817) (1957-1980)
- Hr.Ms. Rotterdam (1957) (D 818) (1957-1981)
- Hr.Ms. Amsterdam (1958) (D 819) (1958-1980)

## Hollandklasse
Type 47A
- Hr.Ms. Holland (D 808) (1953-1978)
- Hr.Ms. Zeeland (D 809) (1951-1979)
- Hr.Ms. Noord Brabant (D 810) (1955-1974)
- Hr.Ms. Gelderland (D 811) (1951-1973)

## S en N-klasse
- Hr.Ms. Van Galen (1941) (D 803) (ex-HMS Noble) (1942-1956)
- Hr.Ms. Tjerk Hiddes (1942) (D 806) (ex-HMS Nonpareil) (1942-1951)
- Hr.Ms. Banckert (1945) (D 801) (ex HMS Quilliam)
- Hr.Ms. Evertsen (1946) (D 802) (ex HMS Scourge)
- Hr.Ms. Kortenaer (1945) (D 804) (ex HMS Scorpion)
- Hr.Ms. Piet Hein (1945) (D 805) (ex HMS Serapis)

## Gerard Callenburghklasse
- Hr.Ms. Isaac Sweers (1941) (1941-1942)
- Hr.Ms. Gerard Callenburgh (1942) (in Duitse dienst: 1942-1944)
- Tjerk Hiddes (-)
- Philips van Almonde (-)

## Admiralenklasse
- Hr.Ms. Evertsen (1929) (EV) (1929-1942)
- Hr.Ms. Kortenaer (1928) (KN) (1928-1942)
- Hr.Ms. Piet Hein (1929) (PH) (1929-1942)
- Hr.Ms. Van Ghent (1929) (GT) (1928-1942)(ex-De Ruyter)
- Hr.Ms. Banckert (1930) (BK) (1930-1942)
- Hr.Ms. Van Galen (1929) (VG) (1929-1940)
- Hr.Ms. Van Nes (VN) (1931-1942)
- Hr.Ms. Witte de With (1929) (WW) (1929-1942)

## Wolfklasse
- Hr.Ms. Wolf (1910) (1910-1924)
- Hr.Ms. Fret (1910) (1910-1922)
- Hr.Ms. Bulhond (1911) (1911-1927)
- Hr.Ms. Jakhals (1912) (1912-1928)
- Hr.Ms. Hermelijn (1913) (1913-1925)
- Hr.Ms. Lynx (1912) (1912-1928)
- Hr.Ms. Vos (1913) (1913-1928)
- Hr.Ms. Panter (1913) (1913-1934)